# Nepenthes hurrelliana
Nepenthes hurrelliana (synonymt med Nepenthes mollis) är en tvåhjärtbladig växtart som beskrevs av Martin Roy Cheek och Anthony L. Lamb. Nepenthes hurrelliana ingår i släktet Nepenthes och familjen Nepenthaceae. Inga underarter finns listade i Catalogue of Life.

## Synonymisering
Från 2019 är Nepenthes hurrelliana klassificerad som Nepenthis mollis eftersom det visade sig att de två taxa är heterotypiska synonymer.

## Bildgalleri

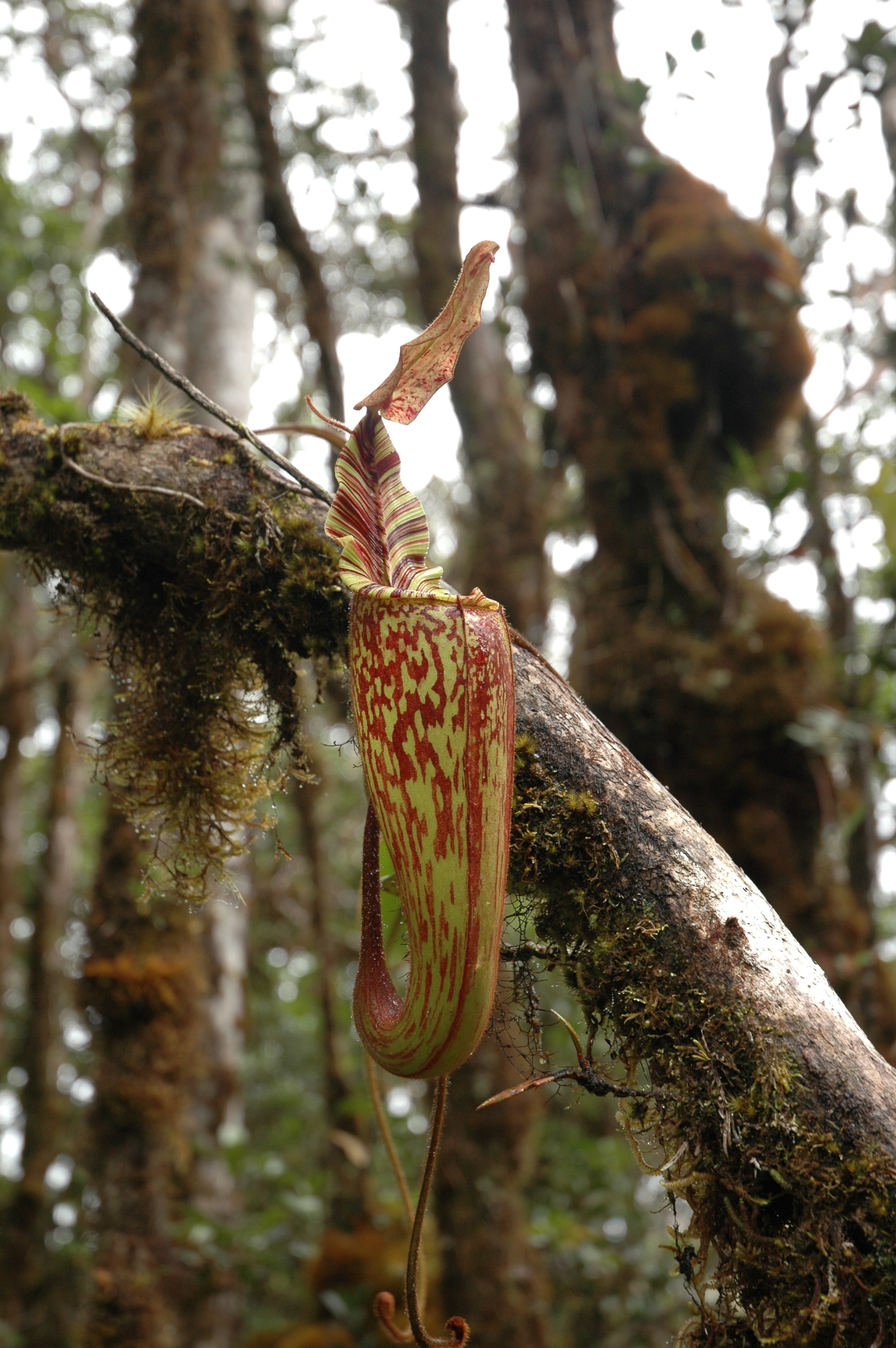
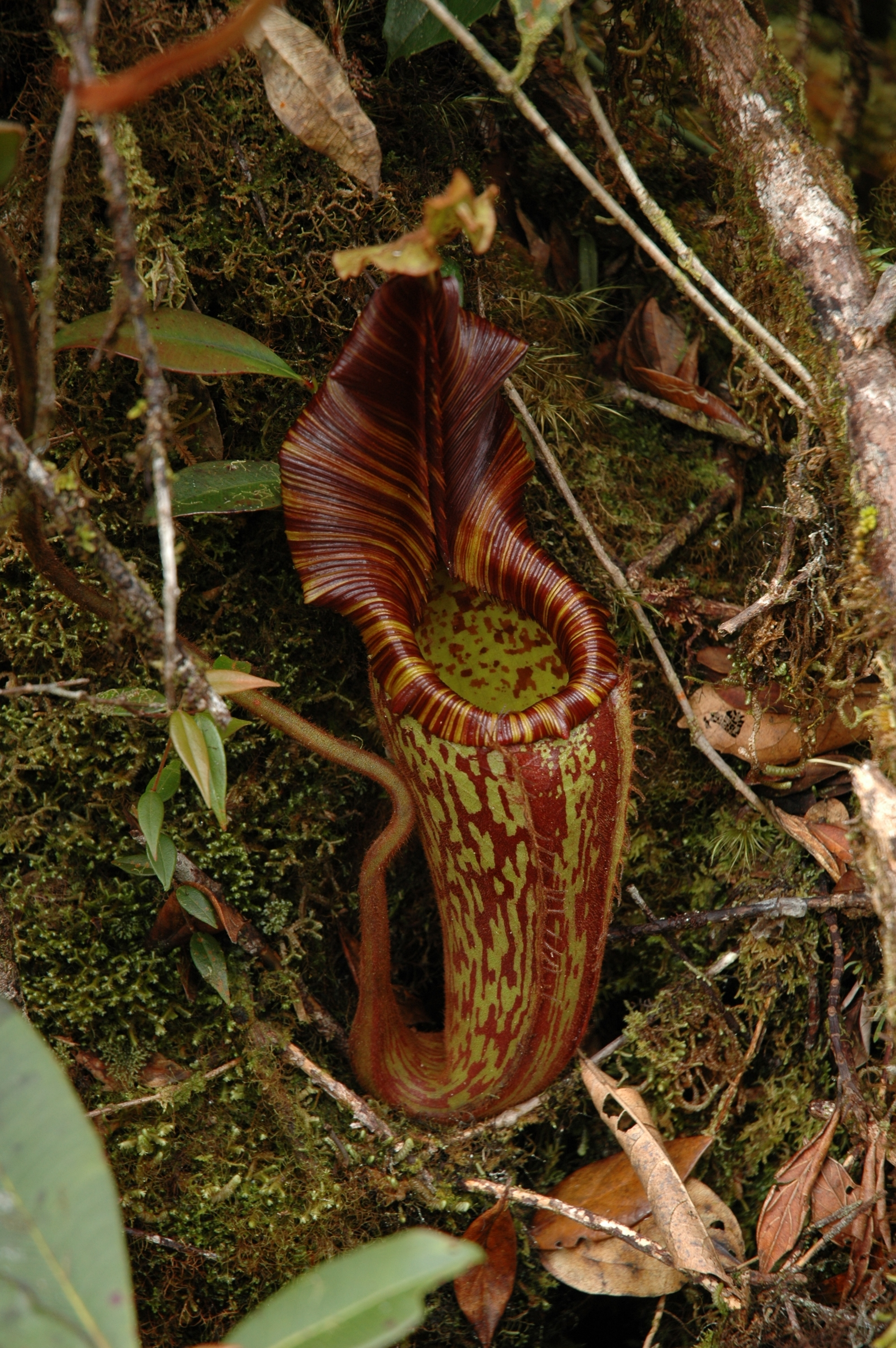
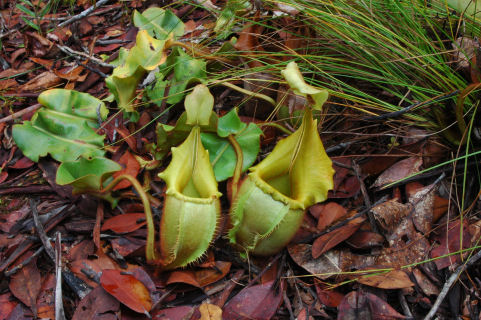